# Eubrianax edwardsi
Eubrianax edwardsi là một loài bọ cánh cứng trong họ Psephenidae. Loài này được LeConte miêu tả khoa học đầu tiên năm 1874.